# 東急観光爆破事件
東急観光爆破事件（とうきゅうかんこうばくはじけん）とは、1977年2月21日に大阪府大阪市北区で発生した爆弾テロ事件。日本の新左翼活動家である加藤三郎が起こした事件である。

## 被害法人の来歴
東急観光（後のトップツアー・現在は東武鉄道グループの東武トップツアーズ）は、1956年に設立された東急グループの旅行会社で、当時（1970年代）は韓国向けの買春ツアーを斡旋していたことで有名であった。
加藤は、「かつての植民地に性懲りも無く性的侵略を行うのは恥知らずな行為」と思い込み、東急観光の爆破をするに至った。

## 事件の概要
1977年2月21日、大阪市北区堂島のオフィスビル2階のエレベーター前フロアで突然爆発音がし、窓ガラスや天井が爆風で飛ばされた。2階には東急観光関西支社が入っており、同社社員2人とたまたま来社していた無関係のシンガポール航空社員2人が負傷した。その後の捜査で、消火器の破片などが見つかったことから消火器爆弾による爆破事件と断定した。
これまで加藤は必ず犯行声明文を出していたが、今回の事件は敢えて犯行声明文を出さなかった。1970年代に盛んだった韓国への買春ツアー糾弾が目的だろうという報道が既になされていたことと、声明文にするとヴィルヘルム・ライヒの思想を前面に出してしまい、彼の著書を愛読していた自分が特定されてしまう可能性があると加藤自身が判断したためである。